# Gossamer Condor

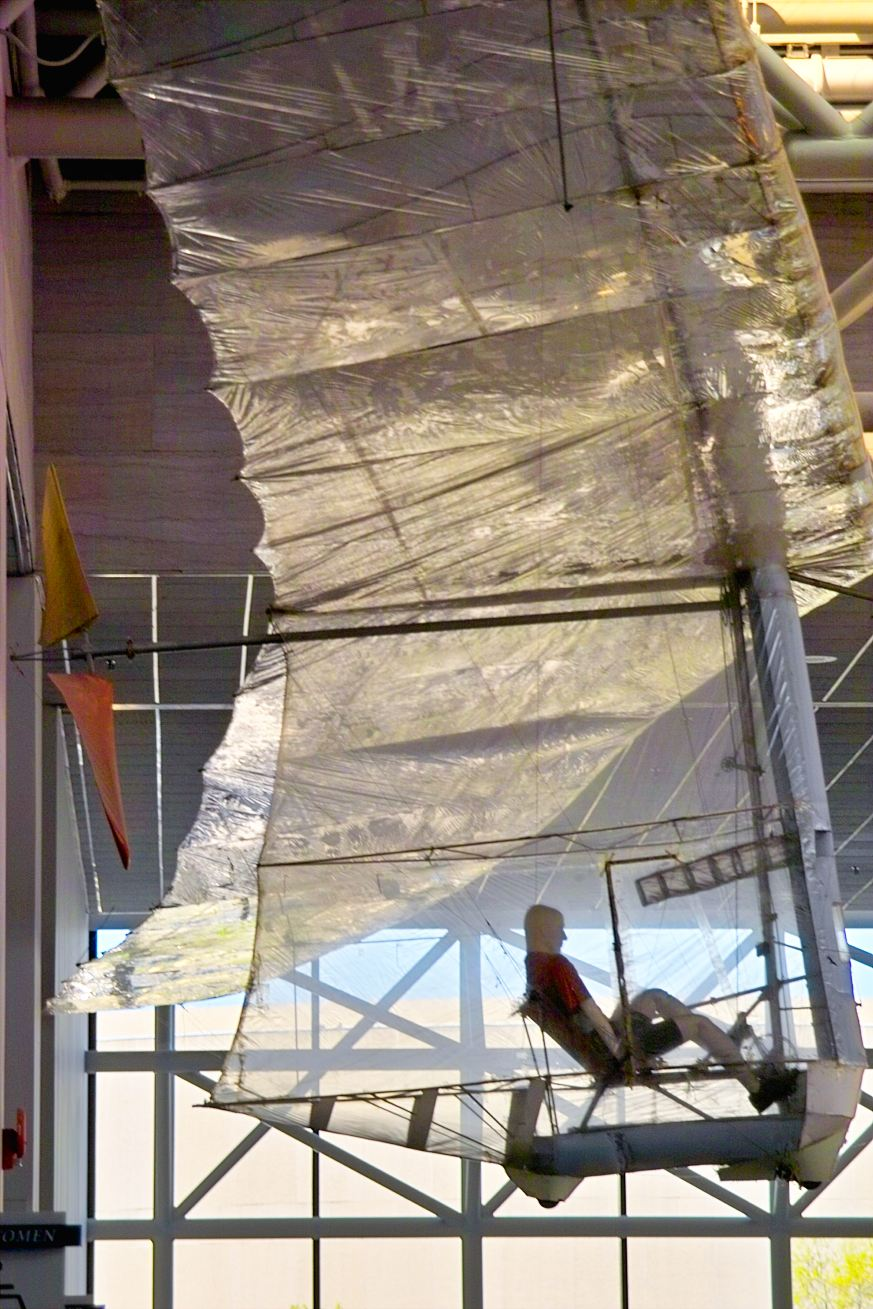
Gossamer Condor

Gossamer Condor byl prvním skutečně použitelným letadlem poháněným pouze lidskou silou, prvním, které získalo Kremerovu cenu. Nyní je vystaven v National Air and Space Museum (Národní letecké a kosmické muzeum) při The Smithsonian Institution ve Washingtonu ve Spojených státech amerických.
Gossamer Condor je hlavním tématem krátkého oscarového dokumentárního filmu The Flight of the Gossamer Condor.

## Historie
V roce 1959 vypsal britský průmyslník Henry Kremer ocenění pro konstruktéra letadla poháněného pouze lidskou silou, které bude schopno odstartovat, ve výšce minimálně 10 stop (3 metry) obletět trasu ve tvaru osmičky okolo dvou pylonů umístěných 0,5 míle (cca 800 metrů) od sebe, a opět přistát. Tuto cenu a odměnu 50 000 £ získal tým společnosti AeroVironment Inc. okolo Paula B. MacCreadyho a Dr. Petera B.S. Lissamana, když dne 23. srpna 1977 absolvoval určenou trasu pilot Bryan Allen s letadlem nazvaným Gossamer Condor (v překladu kondor utkaný z pavučin babího léta). Let se uskutečnil na letišti Shafter v Kalifornii.

## Stavba letadla
Výpočty ukázaly, že při síle pohonu (pilota) asi 400 W je potřeba udržet hmotnost celého stroje i s pilotem pod hranicí 1,3 kg/m² plochy křídla. Oproti dřevěným stavbám letadel konkurenčních týmů se tedy AeroVironment zaměřil na maximální snížení hmotnosti důmyslným použitím duralu, pěnového polystyrénu, papíru, potahové fólie mylar, ocelových strun aj. Pro zlepšení ovladatelnosti při nízké rychlosti byl Gossamer Condor podobně jako první motorový letoun (viz Bratři Wrightové) tzv. kachní koncepce, kdy řídící plochy jsou před kabinou pilota a vrtule je naopak vzadu a není tažná, ale tlačná. Oproti letadlu bratří Wrightů se ovšem jednalo pouze o jednoplošník, s křídlem umístěným nahoře.
V srpnu 1976 proběhly v kalifornské Pasadeně zkoušky se zmenšeným modelem bez pilota a na základě výsledků testů byl poté postaven větší stroj. Ten poprvé vzlétl (pouze na několik sekund) koncem roku 1976 v Mohavské poušti s Parkerem MacCready (jeden ze synů Paula B. MacCreadyho) na místě pilota a ještě v prosinci téhož roku se podařil let trvající 40 sekund. Letadlo bylo ovšem nestabilní a velmi citlivé na vítr, několik nehod při testování naštěstí skončilo pouze drobným poškozením stroje, které bylo vzhledem k jednoduchosti konstrukce lehce opravitelné. Tento fakt ovšem vedl k tomu, že bylo rozhodnuto o přesunutí projektu na větrem méně ohrožené letiště Sahfter v Kalifornii (které bylo také blíže bydlišti některých členů týmu). Na toto místo už tým přivezl vylepšenou verzi stroje, kromě upraveného křídla byla nejvýraznější změnou aerodynamická kapotáž pilota.

## Získání ceny
Pro oficiální lety byl najat (za 3 dolary za hodinu) 22letý amatérský cyklista a pilot závěsných kluzáků Bryan Allen, jehož hmotnost byla přijatelných 62 kg. Při prvním oficiálním letu (6. srpna 1977) letoun havaroval. Druhý a třetí let (20. a 22. srpna 1977) byly úspěšnější, požadovanou trasu letoun proletěl, ale nebylo dosaženo dostatečné výšky 10 stop (3 metry). 23. srpna 1977 se nakonec uskutečnil let, při kterém byly splněny všechny podmínky pro získání ceny. Let trval 7 minut a 20 sekund při průměrné rychlosti 17 km/h. Cena byla týmu předána 30. listopadu 1977 v Londýně.
Vylepšený letoun s názvem Gossamer Albatross potom získal dne 12. června 1979 následně vypsanou Kremerovu cenu za přelet kanálu La Manche.

## Hlavní osoby týmu
- Paul B. MacCready, konstruktér, aerodynamik
- Dr. Peter Lissaman, specialista na letecké profily pro nízké rychlosti
- Vern Oldershaw, konstruktér
- Bryan Allen, cyklista, pilot

## Hlavní technické údaje
- Rozpětí: 29,25 m
- Plocha křídla: 70,6 m²
- Plocha řídícího křídla: 8,64 m²
- Délka: 9,14 m
- Výška: 5,49 m
- Průměru vrtule: 3,60 m
- Hmotnost (prázdná): 31,75 kg
- Hmotnost (s pilotem): 93,07 kg
- Profil křídla: Lissaman7769